# Bregovljana
Bregovljana – wieś w Chorwacji, w żupanii zagrzebskiej, w gminie Pušća. W 2011 roku liczyła 122 mieszkańców.